# Adalberto López
Adalberto López (n. Cocula, Jalisco; 1923 - f. Los Ángeles, California; 1996), popularmente conocido como Dumbo López, fue un futbolista mexicano que jugaba en la posición de delantero.
Jugó para el Atlante, León, Atlas, Oro y Guadalajara.
Fue el primer jugador en superar la marca de 30 goles en una temporada entre los mexicanos. En su carrera ganó 5 campeonatos de goleo, cantidad que permaneció como la más alta de la liga hasta 1981 cuando Cabinho obtuvo el sexto de sus ocho títulos.
En la Primera División de México marcó 202 goles en su carrera, siendo actualmente el sexto mayor goleador de toda la historia del campeonato de liga. Es el máximo anotador del Club León con 135 goles en todas las competencias.
Sus 35 goles de la temporada 1947-48 representan la cifra más alta alcanzada por un jugador mexicano en el torneo nacional. Conserva aún el mayor promedio de gol por partido entre los diez máximos anotadores en la historia de la liga, al promediar 0.87 tantos por encuentro.

## Biografía
Nació en Cocula, Jalisco, pero fue criado en el barrio de La Trinidad en Guadalajara, Jalisco. En los años 1930 sus padres se trasladaron a la capital del país donde el pequeño, por su afición al fútbol se incorporó con el equipo de barrio de la Colonia Álamos, llamado "Audaces Azules", de donde por la cantidad de cien pesos pasó a las filas del Club de Fútbol Atlante. En su primer año como profesional fue campeón de la Copa México. Y desde esos primero partidos surgió su apodo, la gente le comenzó a llamar "Dumbo" por el tamaño de sus orejas.
En el Atlante era suplente de Horacio Casarín por lo que decide irse a jugar al Club León donde cosecharía la mayoría de sus éxitos, entre estos tres campeonatos consecutivos de goleo individual en las campañas 1946-47 con 32 goles, 1947-48 con 35 goles y 1948-49 con 30 goles.
En la temporada 1950-51 defendió los colores del Atlas, logrando con su ayuda los rojinegros el título de la temporada. A continuación vistió la casaca del Club Deportivo Oro, conquistando la corona de goleo con 17 goles.
Jugando para el Club Deportivo Guadalajara anotó 20 goles en la temporada 1953-54. En el año 1956 emigró a Los Ángeles, California para continuar su trayectoria futbolística como jugador y posteriormente como entrenador.
Defendió la playera de la selección mexicana en las Copas NAFC de 1947 y 1949, sin embargo cuando en los años cuarenta logró la triple corona de goleo de manera consecutiva, no fue tomado en cuenta para la Copa del Mundo Brasil 1950.
Murió el domingo 15 de diciembre de 1996, en la ciudad de Los Ángeles, California, víctima de una larga enfermedad. Antes de morir pidió que sus cenizas fueran esparcidas en la excancha de La Martinica de la ciudad de León, Guanajuato, donde consiguió sus mayores logros.

## Estadísticas

### Clubes
| Atlante F. C. · México     |               |               |     |              |     |     |
| 1.ª                        | 1941-42       | 0             | 8   | Inexistentes | 8   |     |
| 1.ª                        | 1942-43       | 4             | 0   | Inexistentes | 4   |     |
| 1.ª                        | 1943-44       | 2             | 0   | Inexistentes | 2   |     |
| 1.ª                        | 1944-45       | 1             | 5   | Inexistentes | 6   |     |
| 1.ª                        | 1945-46       | 4             | 0   | Inexistentes | 4   |     |
| Total club                 | Total club    | 11            | 13  | 0            | 24  |     |
| Club León · México         |               |               |     |              |     |     |
| 1.ª                        | 1946-47       | 32            | 0   | Inexistentes | 32  |     |
| 1.ª                        | 1947-48       | 35            | 5   | Inexistentes | 40  |     |
| 1.ª                        | 1948-49       | 30            | 3   | Inexistentes | 33  |     |
| 1.ª                        | 1949-50       | 28            | 2   | Inexistentes | 30  |     |
| Total club                 | Total club    | 125           | 10  | 0            | 135 |     |
| Atlas F. C. · México       |               |               |     |              |     |     |
| 1.ª                        | 1950-51       | 14            | 0   | Inexistentes | 14  |     |
| Total club                 | Total club    | 14            | 0   | 0            | 14  |     |
| C. D. Oro · México         |               |               |     |              |     |     |
| 1.ª                        | 1951-52       | 17            | 0   | Inexistentes | 17  |     |
| 1.ª                        | 1952-53       | 12            | 3   | Inexistentes | 15  |     |
| Total club                 | Total club    | 29            | 3   | 0            | 32  |     |
| C. D. Guadalajara · México |               |               |     |              |     |     |
| 1.ª                        | 1953-54       | 20            | 5   | Inexistentes | 25  |     |
| 1.ª                        | 1954-55       | 3             | 4   | Inexistentes | 7   |     |
| Total club                 | Total club    | 23            | 9   | 0            | 32  |     |
| Total carrera              | Total carrera | Total carrera | 202 | 35           | 0   | 237 |
| 1.                         |               |               |     |              |     |     |

## Palmarés

### Títulos nacionales
| Título                     | Club        | País   | Año  |
| -------------------------- | ----------- | ------ | ---- |
| Primera División de México | Club León   | México | 1948 |
| Campeón de Campeones       | Club León   | México | 1948 |
| Primera División de México | Club León   | México | 1949 |
| Copa México                | Club León   | México | 1949 |
| Campeón de Campeones       | Club León   | México | 1949 |
| Primera División de México | Atlas F. C. | México | 1951 |

### Distinciones individuales
| Distinción                                        | Año  |
| ------------------------------------------------- | ---- |
| Campeón de goleo de la Primera División de México | 1947 |
| Campeón de goleo de la Primera División de México | 1948 |
| Campeón de goleo de la Primera División de México | 1949 |
| Campeón de goleo de la Primera División de México | 1952 |
| Campeón de goleo de la Primera División de México | 1954 |